# Maurice Deloraine
Maurice Deloraine, né le 16 mai 1898 à Clichy et mort le 21 février 1991 à Neuilly-sur-Seine, est un inventeur français.

## Biographie
D’une famille originaire de Clairegoutte par sa mère, et de Frédéric-Fontaine par son père, Maurice Deloraine est élevé dans un environnement protestant (luthéranisme de la Confession d'Augsbourg). 
Il étudie ensuite à l'École supérieure de physique et de chimie industrielles de la ville de Paris (35e promotion). De 1918 à 1921, il effectue son service militaire dans le service de télécommunications du général Ferrié et, sur les conseils de ce dernier, se fait embaucher par Western Electric.  Deloraine découvre alors la filiale française de la société américaine, Le Matériel Téléphonique (LMT), mais aussi les implantations américaines de Western Electric et la maison mère de celle-ci AT&T.
 Western Electric fut racheté par la holding américaine International Telephone and Telegraph en 1925, et en 1928, Deloraine fonda, en marge de LMT un laboratoire de recherches, les Laboratoires LMT (LLMT). Les LLMT comptent 700 personnes en 1938, date à laquelle Deloraine crée une division radiogoniométrie au sein de laquelle sera développé en 1940 le procédé connu sous le nom de "HF/DF" ou Huff-Duff révolutionnaire en ce qu'il permet de détecter les signaux radio très courts émis par les sous-marins de la marine allemande en se passant d'un cadre d'antenne mobile. Le nom du collaborateur de Deloraine, Henri Busignies, spécialisé dans les procédés radioélectriques de haute fréquence, est également associé à ce procédé permettant de localiser les sous-marins ennemis. En octobre 1940, Deloraine se réfugie aux États-Unis avec Busignies et deux autres ingénieurs des LLMT.
L'invention du "Huff-Duff" permit aux navires alliés de parer de nombreuses attaques de convois nord-atlantiques par des sous-marins ennemis et valut à son inventeur les félicitations d'Eisenhower.
De retour en France, Deloraine remet en route son laboratoire et travaille à de nouvelles inventions. Parmi les plus remarquables, il faut citer la transformation des standards téléphoniques manuels en automatiques ou la « numérisation téléphonique » (chiffrement de la voix en binaire). Il occupe différents postes à responsabilités : président du matériel téléphonique chez LMT puis président de la Compagnie générale de constructions téléphoniques.
Maurice Deloraine est maire de Clairegoutte de 1953 à 1959. Il resta toute sa vie très attaché au « pays » de son enfance et séjourna fréquemment à Clairegoutte.

## Décorations
- chevalier (9 août 1937) puis officier de la Légion d'honneur.
- commandeur de l'Ordre national du Mérite.
- chevalier (31 juillet 1956) puis officier (1er février 1963) de l'Ordre du Mérite postal.
- commandeur (septembre 1965) de l'Ordre du Mérite de la République italienne.

## Hommages

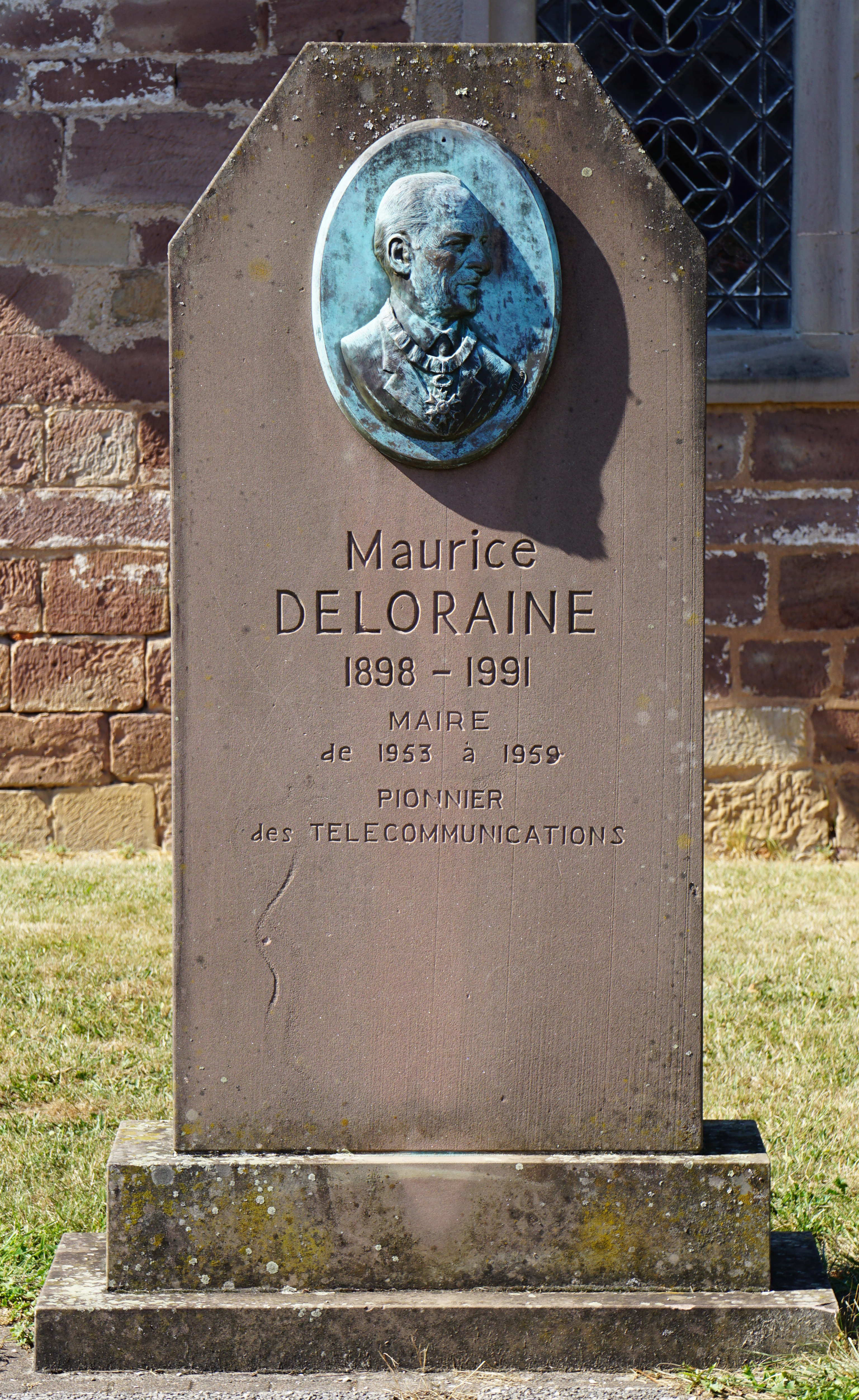
Stèle consacré à Maurice Deloraine à Clairegoutte.

- Une télécarte de communications de 50 unités fut éditée à son effigie en 1992.
- Une stèle à son effigie, située dans les jardins du temple protestant de Clairegoutte, a été inaugurée le 18 octobre 1992. Deloraine est représenté arborant les insignes de commandeur de l'Ordre du Mérite. Le médaillon de bronze est dû à Pierre Lovy, graveur à la Monnaie de Paris et ancien pasteur du village de Clairegoutte de 1960 à 1971.